# 阿貝斯站
阿貝斯站（法語：Abbesses）是巴黎地鐵的一個車站。阿貝斯站位於巴黎十八區的蒙馬特地區，是巴黎的地鐵站最深的一個站，其深度達地下36米。阿貝斯站地處蒙馬特山的西側，一般使用電梯到達月台，但也有螺旋樓梯。阿貝斯站開通於1912年10月31日。

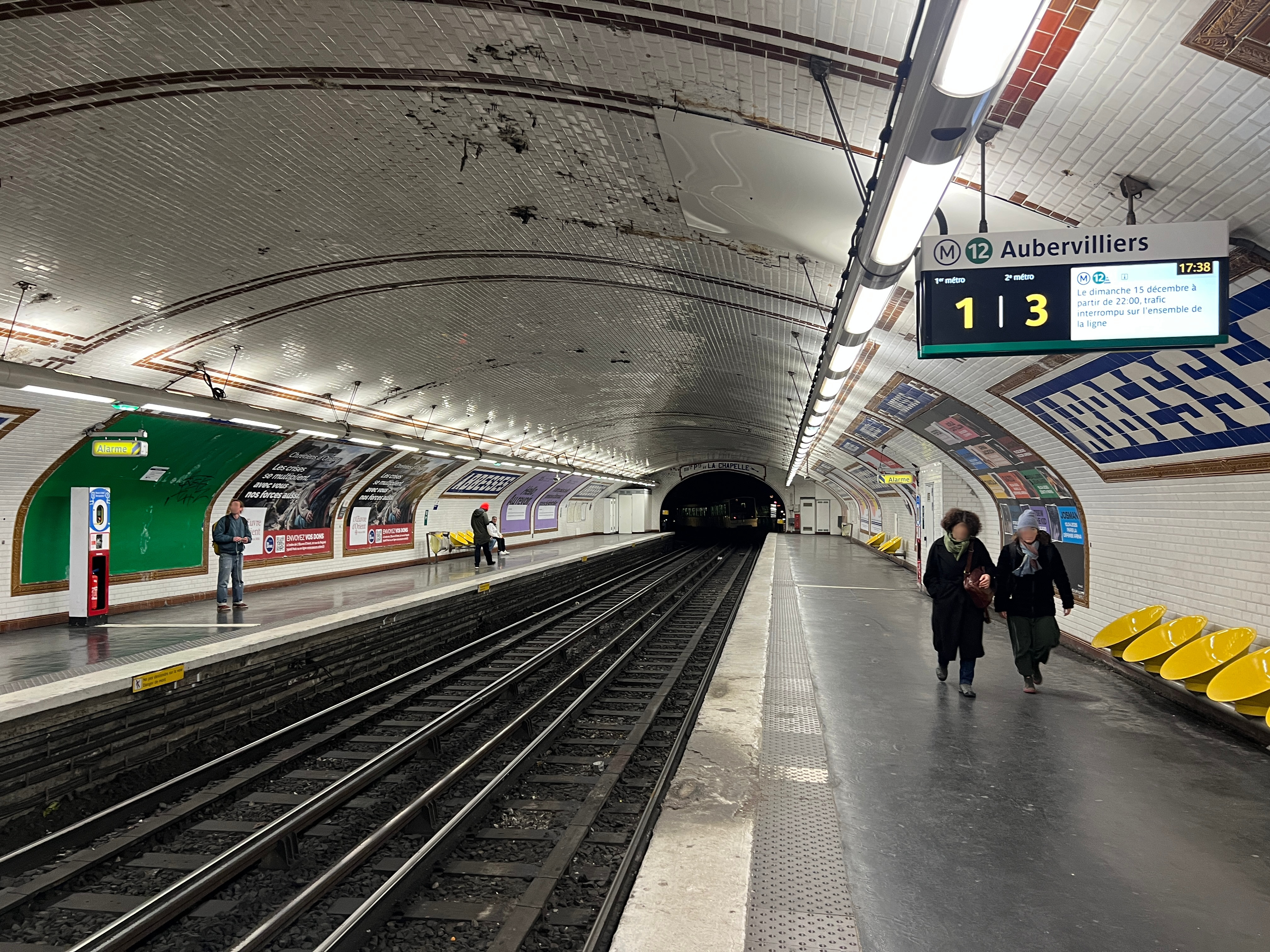
月台（2024年12月）

## 車站結構
| 街道層     |                    |                                   |
| B1         | 夾層               |                                   |
| 12號線月台 | 側式月台，右側開門 | 側式月台，右側開門                |
| 12號線月台 | 南行               | 往伊西市政府（畢嘉樂）            |
| 12號線月台 | 北行               | 往奧貝維埃市政府（拉馬克-戈蘭古） |
| 12號線月台 | 側式月台，右側開門 |                                   |